# Scharlachrote Fritillarie
Die Scharlachrote Fritillarie (Fritillaria recurva) ist eine Pflanzenart aus der Gattung Fritillaria innerhalb der Familie der Liliengewächse (Liliaceae).

## Beschreibung

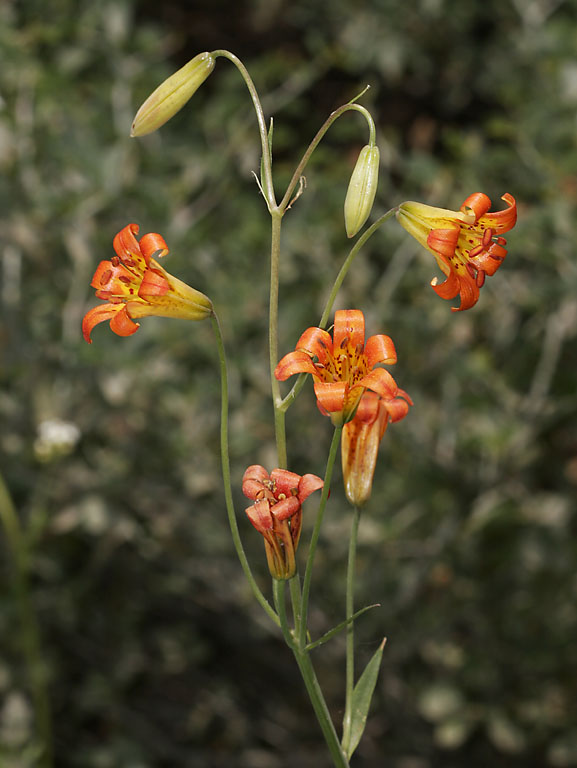
Blütenstand

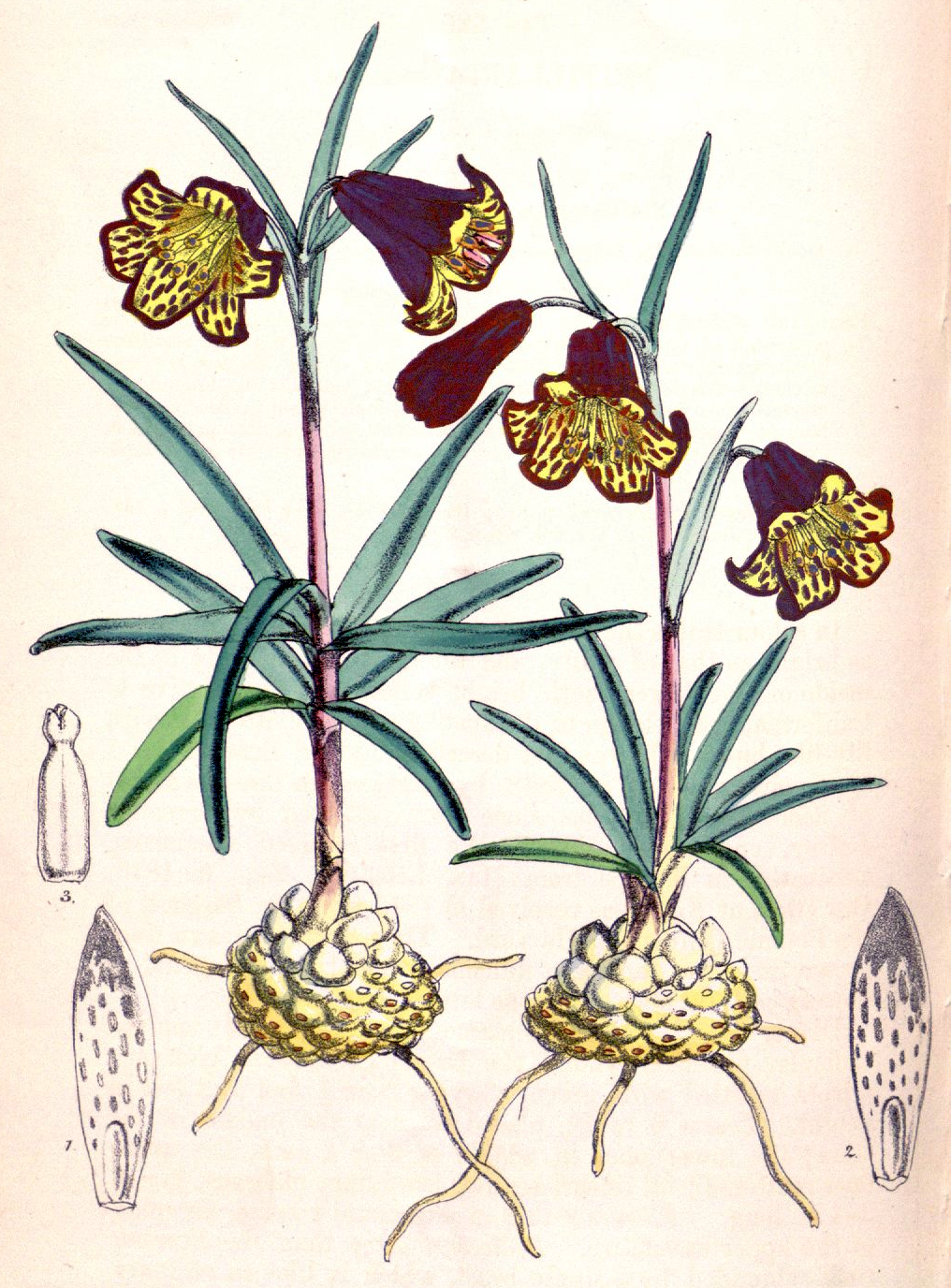
Illustration

### Vegetative Merkmale
Die Scharlachrote Fritillarie ist eine ausdauernde, krautige Pflanze, die Wuchshöhen von 30 bis 90 Zentimetern erreicht. Die Zwiebeln dieser Geophyten bestehen aus sechs großen und 20 bis 30 kleinen stärkehaltigen Zwiebelschuppen.
Die wechselständig in ein bis drei Wirteln angeordneten je drei bis fünf Laubblätter sind einfach. Die Blattspreiten sind bei einer Länge von 3 und 15 Zentimetern linealisch bis schmal-lanzettlich.

### Generative Merkmale
Die Blütezeit reicht von März bis Juni. Im traubigen Blütenstand sind die nickenden Blüten locker angeordnet.
Die zwittrige Blüte ist dreizählig. Die sechs unverwachsenen Blütenhüllblätter sind scharlachrot, adaxial mit gelben, abaxial mit purpurfarbenen Flecken und sind 1,5 bis 3,7 Zentimeter lang. Die Nektarien befinden sich am Blütenboden, sie sind gelb und schmal-lanzettlich und bis zu 1/4 so lang wie die Blütenhüllblätter. Der Fruchtknoten ist oberständig. Der Griffel ist deutlich auf 1/4 bis 1/2 seiner Länge verzweigt.
Die dreifächrigen Kapselfrüchte sind in der Längsrichtung deutlich geflügelt.
Die Chromosomenzahl beträgt 2n = 24, 36.

## Vorkommen
Das Verbreitungsgebiet erstreckt sich in den westlichen USA von Oregon über Nevada bis Kalifornien.
Die Scharlachrote Fritillarie gedeiht auf trockenen Hängen, im Ödland oder Wäldern in Höhenlagen von 300 bis 2200 Metern.

## Taxonomie
Die Erstbeschreibung von Fritillaria recurva erfolgte 1857 durch George Bentham in Plantas Hartwegianas imprimis Mexicanas ..., Seite 340.